# Pterolophia ugandicola
Pterolophia ugandicola är en skalbaggsart som beskrevs av Stefan von Breuning 1964. Pterolophia ugandicola ingår i släktet Pterolophia och familjen långhorningar. Inga underarter finns listade i Catalogue of Life.